# Volvo PV444

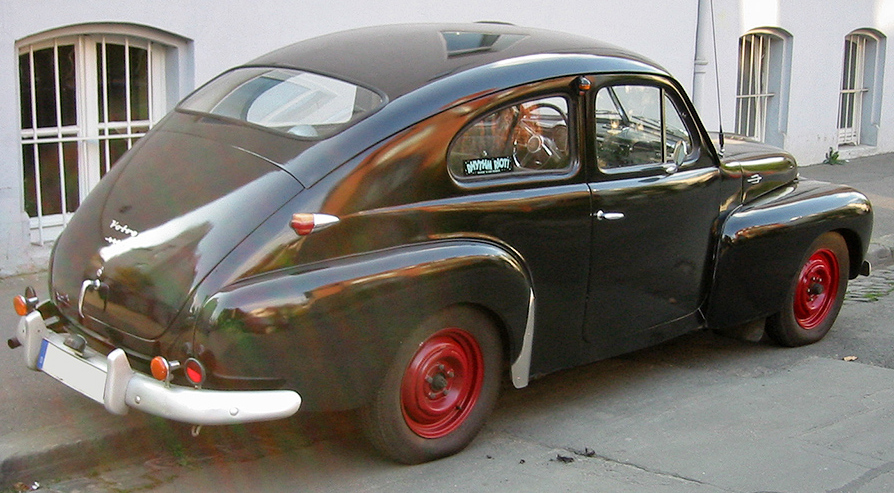
Volvo PV444H

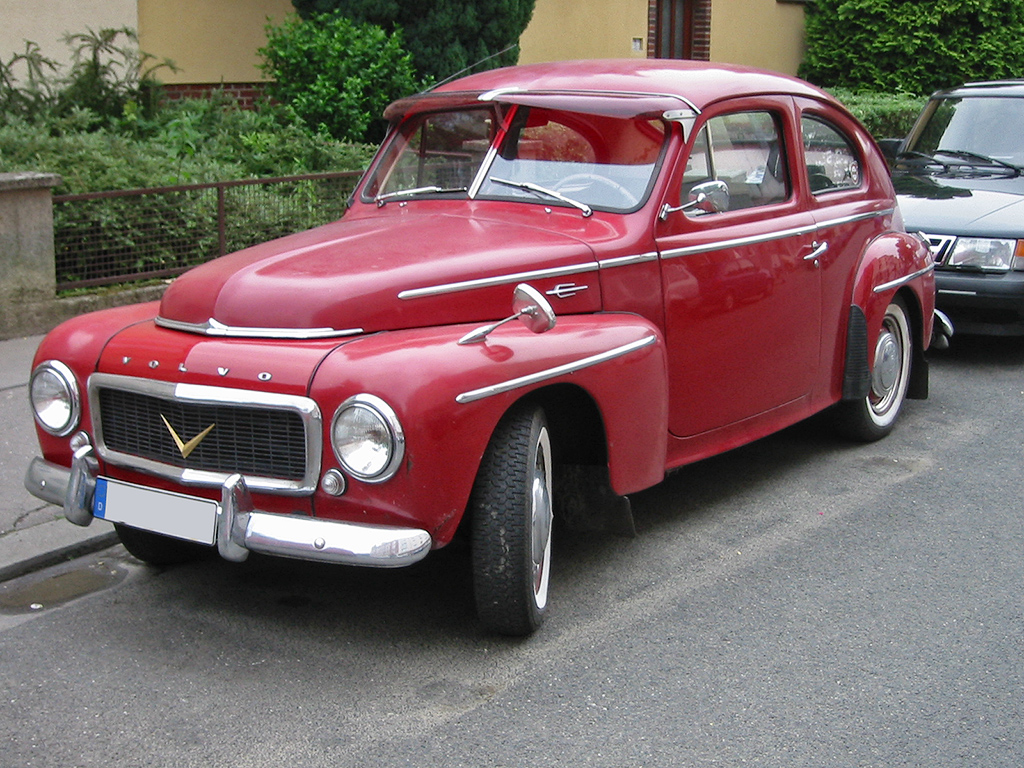
Volvo PV444L

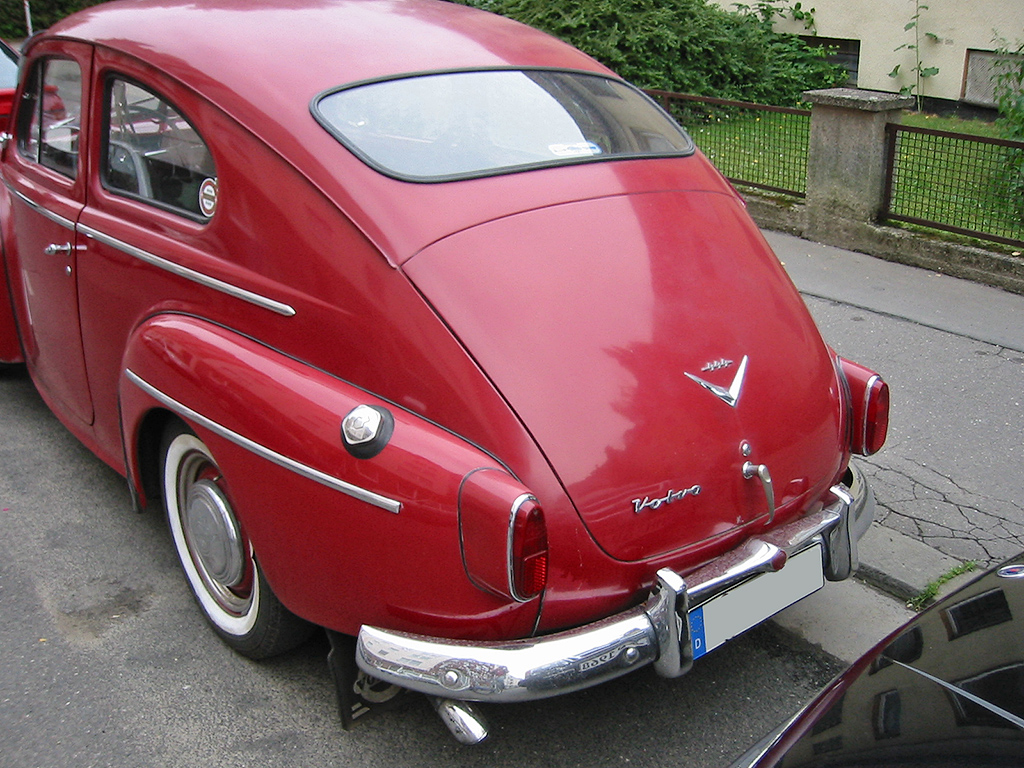
Volvo PV444L

Der PV444 ist ein Personenkraftwagen von Volvo.

## Eckdaten
- Produktionszeit: 1946–1958[1]
- Stückzahl: 196.005
- Länge: 4,37 m
- Breite: 1,50 m
- Radstand: 2,60 m
- Spurweite: vorn 1280 mm, hinten 1300 mm
- Hubraum: zwischen 1414 und 1583 cm³
- Motorleistung: zwischen 29 und 63 kW (40–85 SAE PS)
- Vorwärtsgänge: 3, 1. Gang unsynchronisiert
- Spitzname: Buckelvolvo

## Der „Volks-Volvo“
Der Volvo-Firmenmitbegründer Assar Gabrielsson pflegte schon längere Zeit die Vision der Massenmotorisierung. Dies blieb jedoch lange Zeit eine Illusion, denn Otto Normalverbraucher (schwed.: Herr och fru Medel-Svensson) besaß nicht die Mittel, sich ein Automobil zuzulegen, erst recht nicht einen teuren und robusten Volvo. Als Mitte der 1930er-Jahre sämtliche Automobilhersteller begannen, kleinere Autos für die breite Bevölkerung zu bauen, begann auch Volvo sich Gedanken zu machen.
Der Hauptverantwortliche für das neue Projekt wurde Helmer Pettersson. Das neue Auto sollte eine selbsttragende Karosserie haben, mit deren Konstruktion sich Volvo bis dahin aber noch nie beschäftigt hatte. Um das Konstruktionsprinzip zu ergründen, kaufte man einen 1939er Hanomag 1,3 Liter, der in etwa so groß war, wie der PV werden sollte. Volvos Konstruktionsprinzipien orientierten sich bis dato an den damaligen amerikanischen: zweckmäßige Größe, einfache Konstruktion, lange Haltbarkeit. Um vor allem Letztere zu garantieren, schlug man beim Entwurf der Karosserie einfach ein paar Prozent drauf – in der Hoffnung, dass es schon halten werde. Die Karosserie wurde nie berechnet, erwies sich aber als außerordentlich stabil.
Der Einführungspreis lag bei 4.800 schwedischen Kronen (SEK), einer Summe, die die Herstellungskosten kaum decken konnte. So wurde das Modell zu einem durchschlagenden Erfolg, 1944 unterschrieben 2.300 Menschen einen Kaufvertrag, und Volvo stand zu dem genannten Preis, obwohl er deutlichen Verlust bedeutete. Im März 1947 betrug der reguläre Verkaufspreis des PV444 dann 6.050 SEK.
Aufgrund von Materialknappheit direkt nach dem Krieg kam die Produktion nur sehr langsam in Gang. Die eigentliche Fertigung begann erst 1947 mit bescheidenen 1.920 Autos. Im Jahr darauf baute man 2.176 Stück.
Volvo hatte geplant, insgesamt 8.000 Autos zu bauen, erhöhte die Zahl aber auf 12.000, nachdem die Nachfrage bei der offiziellen Vorstellung im Jahr 1944 so überwältigend war. Bis der erste PV im Frühjahr 1947 die staatliche Zulassung erhalten hatte, lagen bereits über 10.000 feste Bestellungen vor. Insgesamt wurden bis zum Produktionsende 1965 von beiden Modellen (PV444 und PV544) 440.000 Stück gebaut, 55-mal so viele wie ursprünglich geplant.

## Was heißt PV444?
„PV“ stand bereits bei früheren Modellen für personvagn, also Personenwagen.
„444“, so das damalige Kundenmagazin Ratten (Das Lenkrad), stehe für 4 Zylinder, 40 PS und 4 Sitze.

## Modellvarianten
Die erste Überarbeitung fand 1950 statt. Es entstand der PV444B, der ab September 1950 verkauft wurde. Das erste Modell wurde nachträglich PV444A genannt.

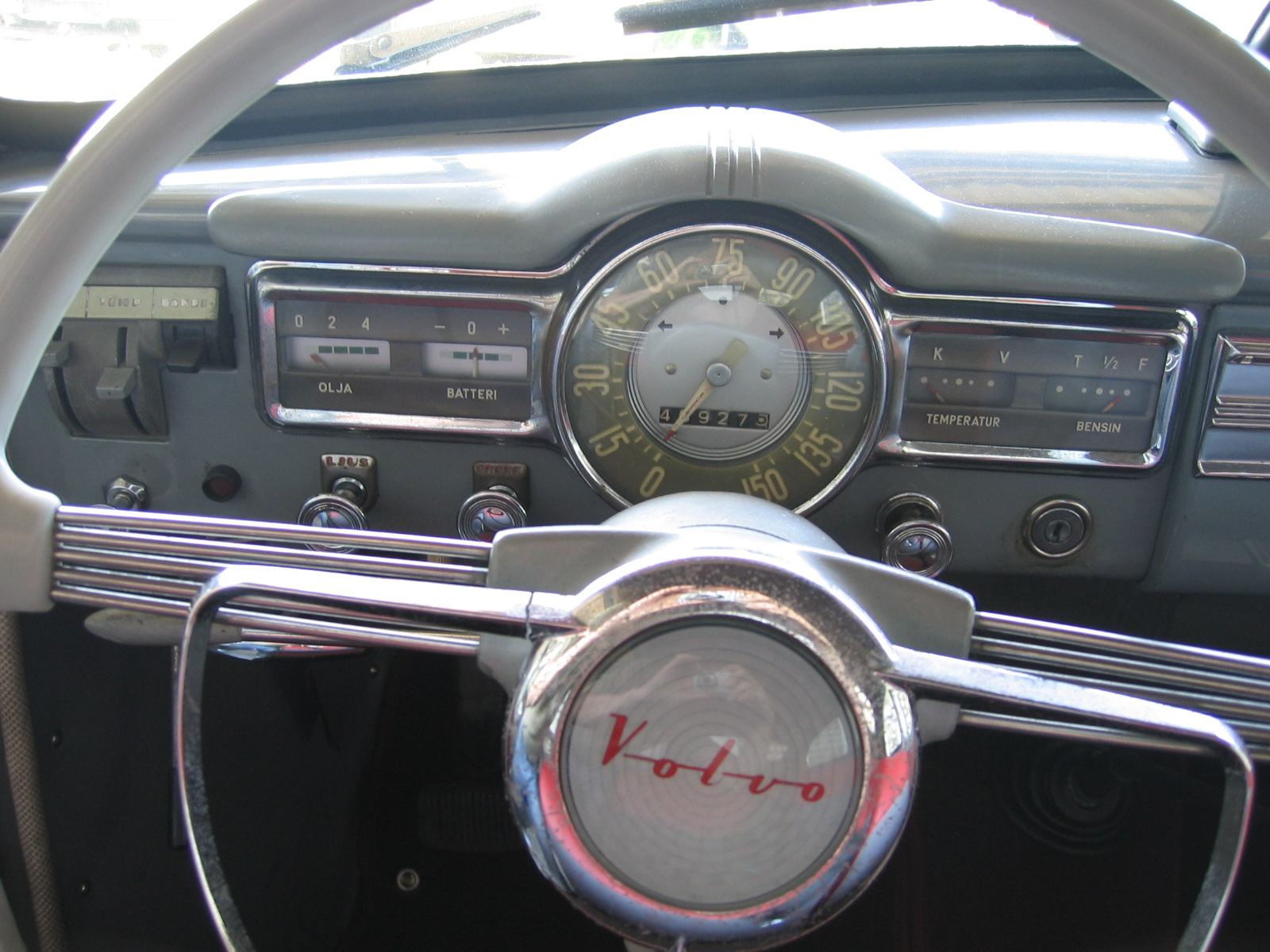
Armaturenbrett PV444 H/K

Im PV444B wurden die Instrumente von der Mitte des Armaturenbretts in das direkte Blickfeld des Fahrers verschoben. Das Armaturenbrett wurde darüber hinaus neu gestaltet. Die Winker wurden durch einen Fahrtrichtungsanzeiger auf dem Dach – mittig an der Vorderkante – ersetzt, den sogenannten „Dachkuckuck“ (schwed.: takgök), der jedoch schwer zu erkennen war und Dachgepäckträger blockierte. Seine Schönheit erschien den Kunden ebenfalls eher fragwürdig. Ein Q-Modell, das hauptsächlich für den Export und das schwedische Telegrafenwerk bestimmt war, erhielt Blinker, die seitlich hinter den Türen montiert waren. Außerdem wurden die Stoßstangen modifiziert. Lackierung: schwarz oder taubengrau beim Deluxe-Modell.
Der PV444C (Juni 1951–Juli 1952) fuhr trotz aller Kritik weiterhin mit dem neuen Richtungsanzeiger. Das C-Modell wies 15-Zoll-Felgen mit fünf Befestigungsschrauben statt 16-Zoll-Felgen mit vier Schrauben auf.
Von August 1952 bis November 1953 wurde der PV444D produziert, bei dem endlich der Richtungsanzeiger durch seitliche Blinklichter ersetzt wurde, allerdings erst nach einer Gesetzesänderung während der Produktionsperiode. Außerdem konnte man gegen Aufpreis eine Innenraumheizung erwerben. Dazu kam eine Metallic-Lackierung beim Deluxe-Modell PV444DS, welche sich jedoch als nicht sehr polierbeständig erwies und nach kurzer Zeit verblasste.
Der PV444E (Dezember 1953–November 1954) verfügte endlich über eine serienmäßige Heizung und war das letzte Modell mit geteilter Heckscheibe. Ein besonderer Kaufanreiz war die im Kaufpreis enthaltene fünfjährige Garantie, die auch Schäden am Auto deckte, also auch eine Art Kaskoversicherung war. Diese Idee bescherte Volvo einen langen Rechtsstreit mit der schwedischen Versicherungswirtschaft.
Ende 1954 kam der PV444H (Dezember 1954–November 1955) auf den Markt. Wichtigste Änderung: eine durchgängige Heckscheibe für bessere Sicht nach hinten. Trotzdem blieb Rückwärtsfahren weiterhin ein gewagtes Unterfangen, weil der Nahbereich durch das ausladende Heck unsichtbar blieb. Viele Besitzer älterer Modelle ließen die neue Heckscheibe nachrüsten. Im neuen Modell wurden die Heckleuchten nach oben verlegt, und die Motorleistung stieg zum Schluss von 44 auf 51 PS.
Gegen Ende des Jahres 1955 folgte der PV444K (Dezember 1955–Januar 1957), dessen Front ein Kühlergrill anstatt der bisher üblichen Querrippen zierte. Die Grenze zwischen dem H-Modell und dem K-Modell ist nicht genau festzulegen, viele unverkaufte H-Modelle wurden vom Werk mit dem neuen Motor und Grill versehen.
Der PV444L (Januar 1957–August 1958) erhielt einen größeren Motor mit mehr Leistung. Der Motor hieß jetzt B16A, hatte folglich 1,6 Liter Hubraum, weiterhin drei Kurbelwellenlager und leistete 60 DIN-PS bzw. 66 SAE-PS; für die USA gab es den B16B Motor mit Doppelvergaser, der sogar 85 SAE-PS leistete. Beide Motoren wurden weiterhin mit dem leicht antiquierten Dreiganggetriebe mit unsynchronisiertem ersten Gang kombiniert. Außerdem wurde der Kühlergrill von einem überdimensionalen V geschmückt. Der PV444L wurde auf Wunsch auch mit Sicherheitsgurten an den Vordersitzen ausgerüstet.
Am 25. August 1958 erschien das Modell PV544, das eine Weiterentwicklung des PV444 war. Niemand hatte damals damit gerechnet, dass das Modell überhaupt weitergebaut würde, immerhin gab es den Nachfolger, den Volvo P120, genannt Amazon, schon seit einem Jahr zu kaufen. Der PV war aber billiger und sehr zum Ärger der Amazon-Fahrer dank besserer Aerodynamik auch schneller, so dass die Nachfrage weiterhin stark blieb.
Die Kombiversion war der PV445, auch Duett genannt.

## Export nach Nordamerika
1955 begann Volvo erstmals mit dem Export seiner Fahrzeuge nach Nordamerika. Das H-Modell erhielt hierzu US-Stoßfänger und meistens hellfarbige Vinylpolsterungen. In Amerika wurde zusätzlich ein Motor mit größerer Leistung und zwei Vergasern angeboten, der aus dem Volvo P1900 (Sportwagen von Volvo) stammte. Während der gesamten restlichen Produktionszeit wurde diese Sportversion nur außerhalb Schwedens angeboten, was manche schwedische Kunden bemängelten. Der Grund für diese heute merkwürdig erscheinende Modellpolitik war, dass sich die Höhe der für jedes Auto zu zahlenden Zollabgabe für in die USA importierte Autos nach dem stärksten im Herstellerland angebotenen Motor richtete.
Kurz nach Beginn des Exports schuf Volvo das hauptsächlich für Dänemark und Norwegen bestimmte Exportmodell PV444HE, das sich als Sparversion entpuppte. Lack statt Chrom, keine Heizung, keine Armlehnen hinten und keine Ausstellfenster vorne führten nicht gerade zu Verkaufserfolgen. Und so wurde die Serie wenige Jahre später wieder eingestellt.
Das L-Modell musste in der US-Version auf das überdimensionale V im Kühlergrill verzichten, da dies in Amerika für einen V8-Motor stand und somit nicht gerechtfertigt war.

## Rallye-Erfolg im PV444
1958 gewann Gunnar Andersson die Rallye-Europameisterschaft im PV444L.